# Saletto (Borgo Veneto)
Saletto (Sałeto in veneto) è un municipio di 2 802 abitanti di Borgo Veneto nella provincia di Padova in Veneto, in posizione sud-occidentale rispetto al capoluogo. Fino al 2018 ha costituito un comune autonomo.

## Storia
Il nome Saletto deriva dal latino Salicetum per via della presenza di numerosi salici nella zona, tanto da rappresentare l'elemento centrale dello stemma del disciolto comune insieme a un corso d'acqua, antico ramo del fiume Adige che attraversava l'area fino alla rotta della Cucca (17 ottobre 589), e a una spada. Durante tutto il Medioevo seguì le sorti della confinante Montagnana e delle comunità vicine, e in virtù del suo passato ogni prima domenica di settembre partecipa al Palio dei dieci comuni del montagnanese. Tra il 1405 e il 1797 fu dominio della Repubblica di Venezia.

### Simboli
Lo stemma comunale era stato concesso con regio decreto del 21 ottobre 1937.
Il salice fa riferimento alla possibile etimologia del toponimo Saletto, che forse ha origine dalla presenza di un bosco piantato a salici (salicetum); il fiume nella parte inferiore ricorda l'antico passaggio nel territorio del fiume Adige, il gladio rimarca l'origine romana del paese. Il gonfalone era un drappo di verde.

## Monumenti e luoghi d'interesse

### Architetture civili

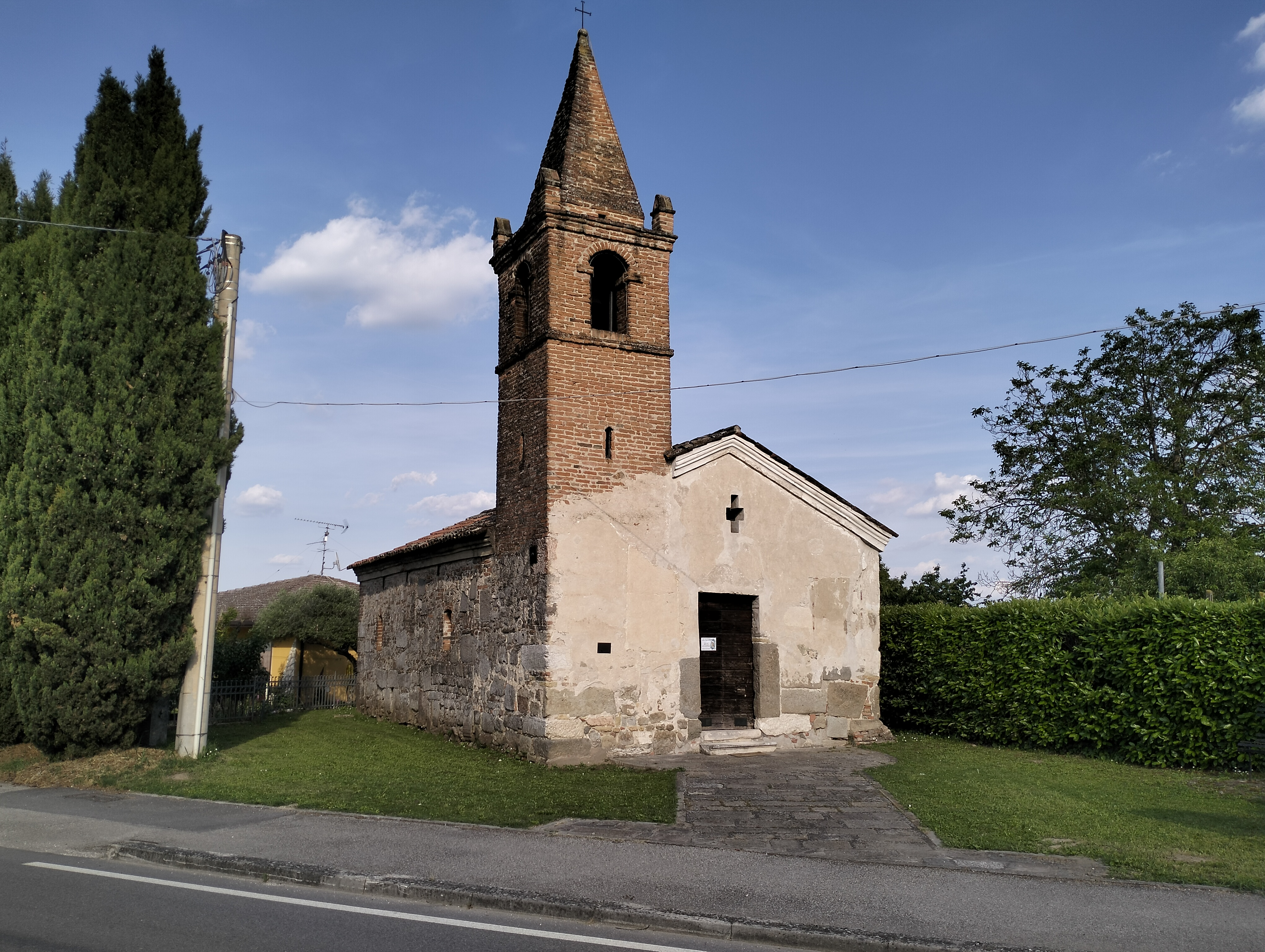
Chiesa di San Silvestro

Villa Vallaresso Pisani
Situata in pieno centro storico, la Vallaresso Pisani è una tipica villa veneta signorile a due piani con sottotetto. Costruita nella prima metà del XVII secolo, è stata recentemente restaurata, diventando da marzo 2013 la nuova sede del municipio di Saletto e, dal febbraio 2018, del municipio di Borgo Veneto.

### Architetture religiose
Chiesa parrocchiale di San Lorenzo

Eretta nel 1747 nei pressi di una precedente chiesa costruita a cavallo tra il XIV e il XV secolo e ampliata sul finire del XIX secolo, è degna di nota per una tela del pittore Bernardino Licinio raffigurante i santi patroni Lorenzo e Silvestro con al centro la Beata Vergine, opera eseguita nel 1535 e oggi posta sopra il coro. Altro elemento di spicco è il notevole campanile, alto 76 metri eretto tra il 1859 e il 1866 dal parroco Don Antonio Groppo. È stata oggetto di un importante restauro nel 2013.
Chiesa di San Silvestro

Territorio dell'ex comune di Saletto all'interno della provincia di Padova

Antica chiesa campestre che si trova in località Garzara, in quello che era il primo nucleo abitativo di Saletto, risalente all'età romana. Fu fondata inizialmente nel VII secolo e successivamente ricostruita, più grande e in stile romanico, tra il IX e il X secolo. Presenta una singola navata con un'abside, copertura a capriate lignee, pavimento in mattoni e un campanile inserito nell'angolo della facciata, rivolta a ovest. La chiesa è stata costruita utilizzando materiale di recupero di epoca romana, cosa osservata dalla presenza di cippi, visibili all'esterno, e da una stele sepolcrale ritrovata sotto l'altare durante i restauri del 1997-1998.
La chiesa all'interno è impreziosita da affreschi databili tra il XV e il XVI secolo. Nel catino dell'abside troviamo un Cristo pantocratore che sovrasta la Madonna e quattro santi tra cui San Rocco e San Sebastiano. Troviamo affrescate anche cinque Maestà, di cui quattro lungo le pareti e una a sinistra dell'abside. A destra di quest'ultimo è invece raffigurato San Silvestro papa.

### Elementi naturalistici
El Moraron
El Moraron (o El Moraro) è un gelso bianco secolare, che si trova all'incrocio tra via Gorgo e via Dossi, nell'omonima frazione. È censito e catalogato come albero monumentale dalla Provincia di Padova.

## Società

### Evoluzione demografica
Abitanti censiti

## Infrastrutture e trasporti

### Strade
Saletto è interessato dalla strada regionale 10 Padana Inferiore e dalla strada provinciale 32.

### Ferrovie
Il municipio è servito dalla stazione di Saletto, posta lungo la linea Mantova-Monselice. È servita da corse regionali svolte da Trenitalia e Sistemi Territoriali nell'ambito del contratto di servizio stipulato con la Regione Veneto.

### Mobilità urbana
I trasporti interurbani di Saletto vengono svolti con autoservizi di linea gestiti da Busitalia - Sita Nord.

## Amministrazione
| Periodo           | Periodo           | Primo cittadino            | Partito                             | Carica  | Note                                   |
| ----------------- | ----------------- | -------------------------- | ----------------------------------- | ------- | -------------------------------------- |
| 18 aprile 1946    | 16 settembre 1946 | Ermenegildo Mattiazzo      |                                     | Sindaco | Dimesso                                |
| 16 settembre 1946 | 11 giugno 1951    | Gino Gaino                 |                                     | Sindaco |                                        |
| 12 giugno 1951    | 11 maggio 1953    | Vincenzo De Marchi         |                                     | Sindaco | Dimesso                                |
| 11 maggio 1953    | 11 giugno 1956    | Paolo Costantin            |                                     | Sindaco |                                        |
| 12 giugno 1956    | 23 novembre 1960  | Giuseppe Mocellini         |                                     | Sindaco |                                        |
| 24 novembre 1960  | 10 dicembre 1964  | Alberto Rossignolo         |                                     | Sindaco |                                        |
| 11 dicembre 1964  | 25 giugno 1970    | Antonio Costantin          |                                     | Sindaco |                                        |
| 26 giugno 1970    | 11 luglio 1975    | Zefferino Peruzzi          |                                     | Sindaco |                                        |
| 12 luglio 1975    | 7 luglio 1980     | Luigi Pesavento            |                                     | Sindaco |                                        |
| 8 luglio 1980     | 30 maggio 1990    | Mario Romanato             | Partito Comunista Italiano          | Sindaco |                                        |
| 31 maggio 1990    | 23 aprile 1995    | Matteo Borin               | Democrazia Cristiana                | Sindaco |                                        |
| 24 aprile 1995    | 13 giugno 1999    | Antonella Milanello Paiola | Lista civica di centro-sinistra     | Sindaco |                                        |
| 14 giugno 1999    | 7 giugno 2009     | Luigi Zaccheria            | Lista civica                        | Sindaco |                                        |
| 8 giugno 2009     | 25 maggio 2014    | Daniele Mocellin           | Il Popolo della Libertà - Lega Nord | Sindaco |                                        |
| 26 maggio 2014    | 17 febbraio 2018  | Michele Sigolotto          | Lista civica                        | Sindaco | Cessazione per variazione territoriale |

A seguito della fusione del 17 febbraio 2018 con i comuni di Santa Margherita d'Adige e Megliadino San Fidenzio nel nuovo comune di Borgo Veneto, per il primo mandato amministrativo, viene istituita la figura del prosindaco come amministratore locale.
| Periodo        | Periodo        | Primo cittadino | Partito                       | Carica     | Note              |
| -------------- | -------------- | --------------- | ----------------------------- | ---------- | ----------------- |
| 25 giugno 2018 | 15 maggio 2023 | Cinzia Crema    | Lista civica di centro-destra | Prosindaco | Michele Sigolotto |